# Kenned
Kenned er en dansk kortfilm fra 2012, der er instrueret af Trine Nadia efter manuskript af Hanne Korvig.

## Handling
Det er kvindernes årtier; 'hajernes', de mål-styrede og multi-taskende stærke kvinder, der dikterer dagsordnen - ikke mindst på hjemmefronten. Og dér står den bløde og forvirrede mand; klynkedyret og snart(?) truede art og træder vande, øm i maskuliniteten og tør i munden af speltmel og hirse-saft. Sådan en mand er historiens hovedperson Kenned. Kenned lader sig trække rundt ved snuden af kæresten, den skrukke Tina, indtil han tager mod til sig og joiner selvudviklingsgruppen 'Mand dig op', hvor kvinder er forment adgang - men hvor den oppustelige Lolita-dukke er et obligatorisk 'terapeutisk arbejdsredskab'.

## Medvirkende
- Mikkel Bay Mortensen - Kenned
- Malene Melsen - Tina
- Anders Gjellerup Koch - Niels
- Jesper Riefensthal - Mik
- Morten Brown - Kasper
- Margit Watt-Boolsen - Bankdame